# Діамантіна (мікрорегіон)

Диамантина на карті штату Мінас-Жерайс

Діамантіна (порт. Microrregião de Diamantina) — мікрорегіон у Бразилії, входить до штату Мінас-Жерайс. Складова частина мезорегіону Жекітіньонья. Населення становить 82 063 чоловік на 2006 рік. Займає площу 7348,029 км². Густота населення — 11,2 чол./км².

## Склад мікрорегіону
До складу мікрорегіону включені такі муніципалітети:
1. Коту-ді-Магальяйнс-ді-Мінас
2. Датас
3. Діамантіна
4. Фелісіу-дус-Сантус
5. Говея
6. Презіденті-Кубічек
7. Сенадор-Модестіну-Гонсалвіс
8. Сан-Гонсалу-ду-Ріу-Прету

| Бразилія | Це незавершена стаття з географії Бразилії. Ви можете допомогти проєкту, виправивши або дописавши її. |